# Raymond Berthet

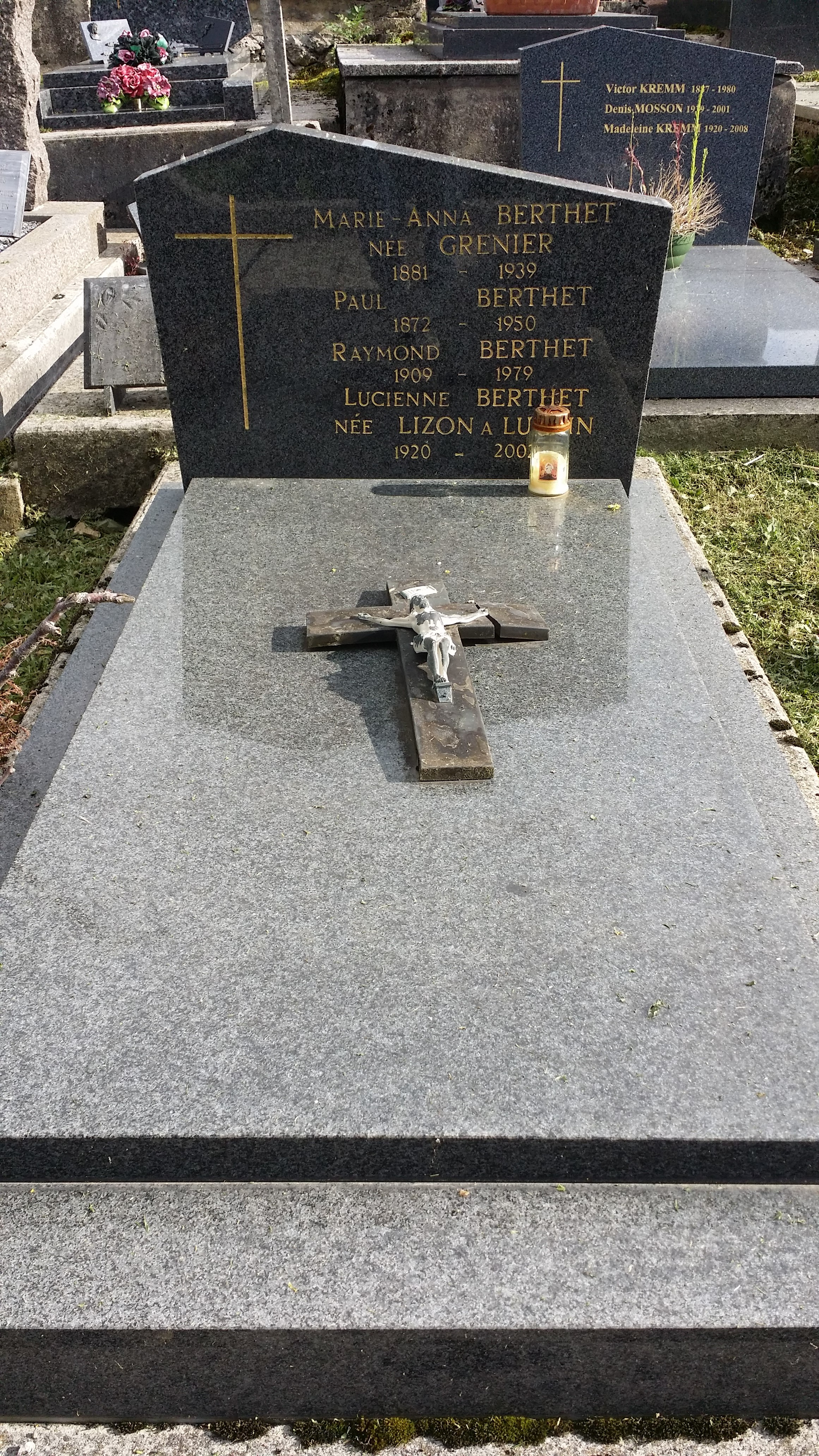
Berthets grav på kyrkogården i Rousses.

Raymond Arsène Berthet, född 27 augusti 1909 i Les Rousses i Jura, död 8 mars 1979 i Dole i Jura, var en fransk längdåkare. Han deltog i olympiska spelen 1932 i Lake Placid. I Lake Placid kom han på 36:e plats på 18 kilometer längdåkning. Han var bror till Georges Berthet.